# Valeria Alessandrini
Valeria Alessandrini (Terni, 26 de agosto de 1975) es una política italiana, que actualmente se desempeña como Senadora de la República Italiana. Afiliada al Partido Liga Norte, anteriormente se desempeñó como diputada al Consejo Regional de Umbría y concejala de la ciudad de Terni. 
Considerada referente de la educación en Umbría.

## Carrera política
Comenzó su carrera política en 2018, cuando se afilió a la Liga Norte y fue elegida como concejala de Terni, en apoyo del candidato a la alcaldía de esa ciudad, Leonardo Latini. Fue nominada por el propio Latini como secretaria de escuelas y universidades de la ciudad, por lo cual renunció al puesto en el Consejo.
En las elecciones regionales de Umbría de 2019 se postuló para ocupar un escaño por en el Consejo Regional de Umbría, en apoyo de la candidata a la presidencia regional, Donatella Tesei; Alessandrini ganó el escaño con 4942 votos, por lo cual renunció a su puesto en Terni.
Tras la dimisión de Tesei a su escaño en el Senado de Italia para poder asumir la presidencia regional, se convocaron elecciones parciales para el Senado en Terni el 8 de marzo de 2020. Alessandrini se postuló y apoyada por Lega, Forza Italia y Fratelli d'Italia, fue elegida con el 53,74% de los votos para suceder a Tesei en el Senado.
En el Senado se desempeña como miembro de la 7° Comisión Permanente (Instrucción Pública y Cultura). En enero de 2021 fue elegida como subsecretaria regional de Lega en Umbría.